# Wiyufiloides osornoensis
Wiyufiloides osornoensis — вид рівноногих ракоподібних родини Protojaniridae. Описаний у 2021 році.

## Поширення
Ендемік Чилі. Виявлений у підземних прісних джерелах в провінції Осорно в регіоні X Регіон Лос-Лагос на півдні країни.

## Опис
Характеризується наявністю рудиментарної антенової луски, сильно субхелатного перейопода I та відсутністю верхівкової частки на протоподі плеопода II.